# Сёмин, Юрий Викторович
Юрий Викторович Сёмин (7 февраля 1968) — советский и российский футболист, играл на позиции полузащитника.

## Карьера
Воспитанник юношеской команды «Восход» (Куйбышев). В 1985 году провёл два матча за тольяттинское «Торпедо». В 1987 году выступал за «Дружбу» Йошкар-Ола. С 1989 по 1990 годы выступал за ульяновский «Старт». Летом 1990 года по приглашению Виктора Антиховича перебрался в самарские «Крылья Советов», за которые с детства мечтал играть. 1 апреля 1992 года в выездном матче 2-го тура против московского «Торпедо» дебютировал в высшей лиге, на 51-й минуте покинул поле, будучи заменённым Равилем Валиевым. С 1995 по 1996 годы играл за СКД. Профессиональную карьеру завершил в 1997 году в «Светотехнике».